# Clásica Brujas-La Panne 2023
La 47.ª edición de la clásica ciclista Clásica Brujas-La Panne (llamado oficialmente: Minerva Classic Brugge-De Panne) fue una carrera en Bélgica que se celebró el 22 de marzo de 2023 sobre un recorrido de 211 kilómetros con inicio en la ciudad de Brujas y final en el municipio de De Panne. 
La carrera formó parte del UCI WorldTour 2023, calendario ciclístico de máximo nivel mundial, siendo la octava carrera de dicho circuito y fue ganada por el belga Jasper Philipsen del Alpecin-Deceuninck. Completaron el podio, como segundo y tercer clasificado respectivamente, el neerlandés Olav Kooij del Jumbo-Visma y el también belga Yves Lampaert del Soudal Quick-Step.

## Equipos participantes
Tomaron parte en la carrera 22 equipos: 16 de categoría UCI WorldTeam y 6 de categoría UCI ProTeam. Formaron así un pelotón de 151 ciclistas de los que acabaron 74. Los equipos participantes fueron:
| WorldTeams (16)- Alpecin-Deceuninck - Astana Qazaqstan Team - Bahrain Victorious - Bora-Hansgrohe - Cofidis - EF Education-EasyPost - Groupama-FDJ - Intermarché-Circus-Wanty - Jumbo-Visma - Movistar Team - Soudal Quick-Step - Arkéa-Samsic - Team DSM - Team Jayco AlUla - Trek-Segafredo - UAE Team Emirates ProTeams (6)- Bingoal WB - Israel-Premier Tech - Lotto Dstny - Team Flanders-Baloise - TotalEnergies - Uno-X Pro Cycling Team |
| |

## Clasificación final
- La clasificación finalizó de la siguiente forma:[2]

| \| Clasificación general \| Clasificación general \| Clasificación general \| Clasificación general \| Clasificación general \| \| Ciclista \| Ciclista \| Equipo \| Tiempo \| \| \| --------------------- \| --------------------- \| ---------------------- \| --------------------- \| --------------------- \| \| 1.º \| Jasper Philipsen \| Alpecin-Deceuninck \| 4 h 38 min 52 s \| \| \| 2.º \| Olav Kooij \| Jumbo-Visma \| + 0 s \| \| \| 3.º \| Yves Lampaert \| Soudal Quick-Step \| + 0 s \| \| \| 4.º \| Frederik Frison \| Lotto Dstny \| + 1 s \| \| \| 5.º \| Fabio Jakobsen \| Soudal Quick-Step \| + 21 s \| \| \| 6.º \| Jonas Rickaert \| Alpecin-Deceuninck \| + 21 s \| \| \| 7.º \| Cedric Beullens \| Lotto Dstny \| + 21 s \| \| \| 8.º \| Stian Fredheim \| Uno-X Pro Cycling Team \| + 21 s \| \| \| 9.º \| Juan Sebastián Molano \| UAE Team Emirates \| + 21 s \| \| \| 10.º \| Marijn van den Berg \| EF Education-EasyPost \| + 21 s \| \| |                       |                        |                 |
| |                       |                        |                 |
| Fuente: ProCyclingStats |                       |                        |                 |
| Clasificación general |                       |                        |                 |
| Ciclista | Ciclista              | Equipo                 | Tiempo          |
| 1.º | Jasper Philipsen      | Alpecin-Deceuninck     | 4 h 38 min 52 s |
| 2.º | Olav Kooij            | Jumbo-Visma            | + 0 s           |
| 3.º | Yves Lampaert         | Soudal Quick-Step      | + 0 s           |
| 4.º | Frederik Frison       | Lotto Dstny            | + 1 s           |
| 5.º | Fabio Jakobsen        | Soudal Quick-Step      | + 21 s          |
| 6.º | Jonas Rickaert        | Alpecin-Deceuninck     | + 21 s          |
| 7.º | Cedric Beullens       | Lotto Dstny            | + 21 s          |
| 8.º | Stian Fredheim        | Uno-X Pro Cycling Team | + 21 s          |
| 9.º | Juan Sebastián Molano | UAE Team Emirates      | + 21 s          |
| 10.º | Marijn van den Berg   | EF Education-EasyPost  | + 21 s          |

## Ciclistas participantes y posiciones finales
Convenciones:
- AB: Abandono
- FLT: Retiro por llegada fuera del límite de tiempo
- NTS: No tomó la salida
- DES: Descalificado o expulsado

## UCI World Ranking
La Clásica Brujas-La Panne otorgó puntos para el UCI World Ranking para corredores de los equipos en las categorías UCI WorldTeam, UCI ProTeam y Continental. Las siguientes tablas son el baremo de puntuación y los diez corredores que obtuvieron más puntos:
| Posición   | 1.º | 2.º | 3.º | 4.º | 5.º | 6.º | 7.º | 8.º | 9.º | 10.º | 11.º | 12.º | 13.º | 14.º | 15.º-20.º | 21.º-30.º | 31.º-50.º | 51.º-55.º | 56.º-60.º |
| Puntuación | 300 | 250 | 215 | 175 | 120 | 115 | 95  | 75  | 60  | 50   | 40   | 35   | 30   | 25   | 20        | 12        | 5         | 2         | 1         |

| Clasificación |                       |                       |        |
| Posición      | Ciclista              | Equipo                | Puntos |
| ------------- | --------------------- | --------------------- | ------ |
| 1.º           | Jasper Philipsen      | Alpecin-Deceuninck    | 300    |
| 2.º           | Olav Kooij            | Jumbo-Visma           | 250    |
| 3.º           | Yves Lampaert         | Soudal Quick-Step     | 215    |
| 4.º           | Frederik Frison       | Lotto Dstny           | 175    |
| 5.º           | Fabio Jakobsen        | Soudal Quick-Step     | 120    |
| 6.º           | Jonas Rickaert        | Alpecin-Deceuninck    | 115    |
| 7.º           | Cedric Beullens       | Lotto Dstny           | 95     |
| 8.º           | Stian Fredheim        | Uno-X                 | 75     |
| 9.º           | Juan Sebastián Molano | UAE Emirates          | 60     |
| 10.º          | Marijn van den Berg   | EF Education-EasyPost | 50     |